# 兹德涅克·斯沃博达
兹德涅克·斯沃博达（捷克語：Zdeněk Svoboda，1972年5月20日—），捷克前男子足球运动员，场上位置是中场。他曾代表捷克国家队参加1997年国际足联联合会杯，结果队伍获得季军。